# Faycal Bousbiat
Faycal Bousbiat (ar. فيصل بوسبيات ;ur. 13 lipca 1970) – algierski a potem kanadyjski judoka.
Uczestnik mistrzostw świata w 1993. Startował w Pucharze Świata w 1993, 2000 i 2001. Wicemistrz panamerykański w 2000, a także igrzysk afrykańskich w 1991. Brązowy medalista igrzysk śródziemnomorskich w 1993, a także igrzysk frankofońskich w 2001 roku.